# Црква Свете великомученице Марине у Закому
Црква Свете великомученице Марине у Закому је храм Српске православне цркве и припада Епархији дабробосанској. Градња цркве почела је на Огњену Марију 30. јула 2008. године, а освећена је на исти дан четири године послије, 2012. године. Новац за изградњу обезбиједили су вјерници рогатичке и соколачке општине, а Јован Планојевић је поклонио земљиште. Цркву је освјештао митрополит дабробосански Николај.  Сваке године на дан славе села окупљају се бивши и садашњи становници Закома, уз богослужење пароха боричког и рогатичког. 